# Peterhofkapelle

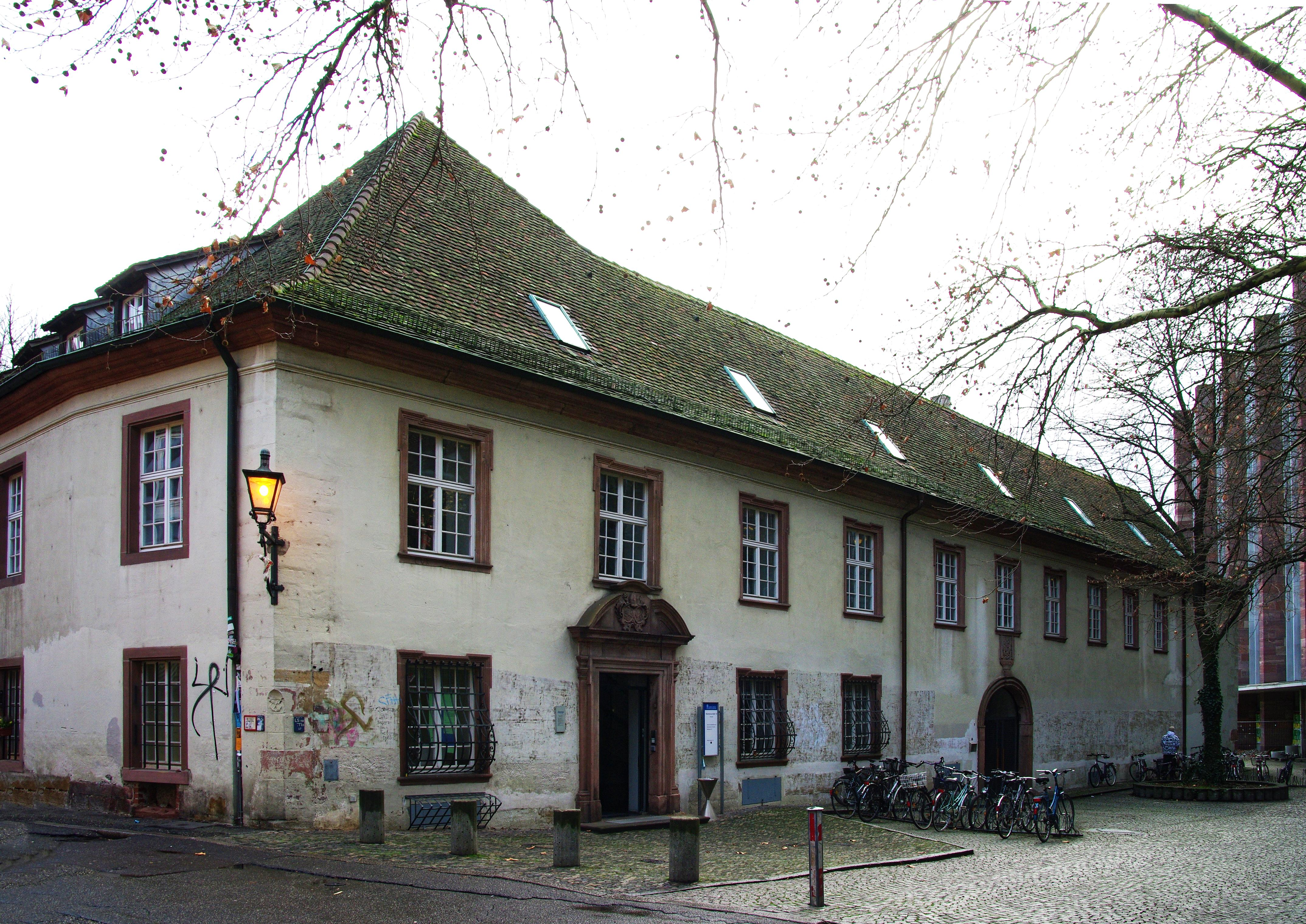
Peterhof in Freiburg

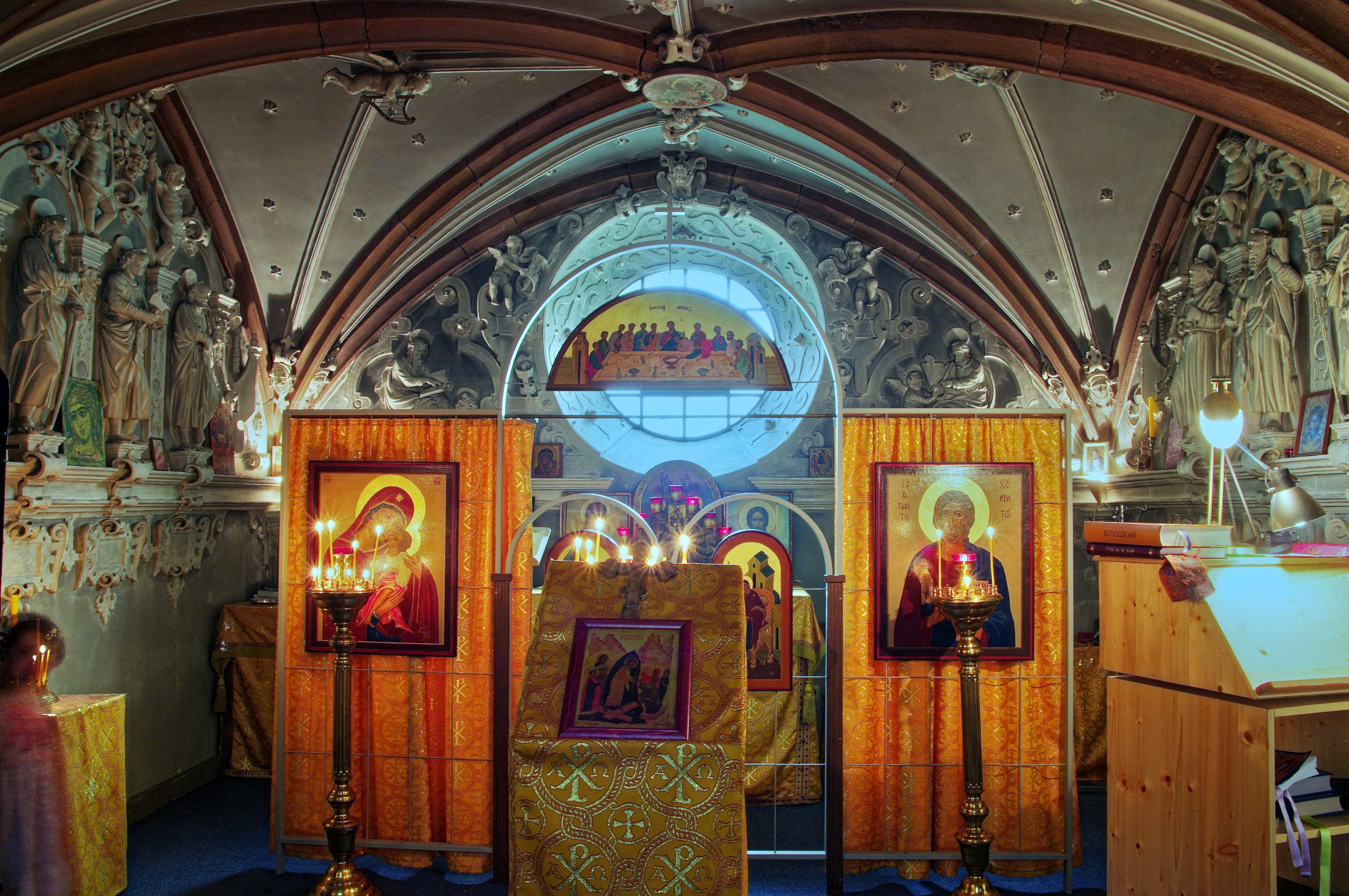
Ikonostase der Peterhofkapelle

Die Peterhofkapelle, auch Heiligkreuzkapelle, ist Bestandteil des Peterhofs, der ab 1492 entstand und das Freiburger Stadtquartier des Klosters St. Peter auf dem Schwarzwald war. Dieser Gebäudekomplex ist außerdem das älteste Gebäude der Universität Freiburg.

## Geschichte
Die Kapelle wurde gegen Ende des 16. Jahrhunderts von den Mönchen erbaut und ist nur vom Innern des Gebäudes zugänglich, da sie nur für die Mönche als Gebetsstätte gedacht war. Der Name des Baumeisters ist nicht bekannt, die Bauweise zeigt eine Mischform aus Spätgotik und einer einfach ausgelegten Renaissance. Trotz eines großen Umbaus 1731 blieb die innere Einrichtung der Kapelle erhalten, ein seltenes Beispiel des Manierismus. Der Meister der Stuckdekoration war möglicherweise der in Herrenberg ansässige Wendel Nufer oder Neufferer, der die ähnliche Stuckierung der Klosterkirche St. Luzen in Hechingen gestaltet hat. Die Angabe, der Bildhauer Julius Seitz habe gemeinsam mit Franz Xaver Kraus 1892 die Ausstattung „durchgeführt, Skulpturen und Stuckarbeiten hergestellt und mit Hilfe des Malers Ambros Müller die Malereien erneuert“, ist als Restaurierung, nicht Neuschaffung auch von Skulpturen und Stuck zu verstehen.
Der Peterhof wurde im Zweiten Weltkrieg weitgehend zerstört, aber dank der auch heute noch genutzten alten Eisentüre wurde die Kapelle nur beschädigt. Der gesamte Gebäudekomplex einschließlich der Kapelle wurde in den 1950er Jahren wieder neu aufgebaut, wobei die Außenseite in barocker Form wiederhergestellt wurde. Nach dem Kunsthistoriker Frank Löbbecke handelt ist es „heute der schönste Renaissancebau Freiburgs“.
Noch heute befinden sich neben der Kapelle auch Hörsäle in dem Gebäude. 1960 am Dreifaltigkeitstag wurde die Peterhofkapelle vom Bernhard Welte, dem Dekan der theologischen Fakultät, an die russisch-orthodoxe und rumänisch-orthodoxe Gemeinde übergeben.
Die Ikonostase und das Kirchengerät wurden durch eine Spende der evangelischen Kirche angeschafft. Die Ikonen der Ikonostase wurden von der rumänischen Künstlerin Corina Sombart († 1970) in den Jahren 1960 bis 1964 angefertigt.